# Gmail
Gmail, früher zeit- und gebietsweise auch Google Mail, ist ein kostenloser E-Mail-Dienst des US-amerikanischen Unternehmens Google. Neben dem Webmail-Zugang ist der Abruf der E-Mails auch über die offizielle Gmail-App und E-Mail-Programme von Drittanbietern über POP3 und IMAP4 möglich.
Der kostenlos angebotene Dienst brachte große Bewegung in den Freemail-Markt. Das großteils mittels Ajax-Technik realisierte Funktionsangebot der browserbasierten Oberfläche orientiert sich an eigenständigen E-Mail-Programmen. Seit Mitte 2012 gilt das Angebot als der weltweit meistgenutzte E-Mail-Anbieter.

## Geschichte

Logo bis September 2020

Nicht mehr verwendetes Logo von Gmail

Gmail brachte ab seiner Ankündigung zum 1. April 2004, vor allem durch die anfängliche Postfachgröße von einem Gigabyte Speicher, große Bewegung in den Freemail-Markt. Andere Anbieter dieses von Hotmail, Yahoo Mail und in Deutschland auch von GMX und Web.de dominierten Marktes hatten ihren Nutzern im Vergleich dazu bis dahin nur zwischen zwei und zwanzig Megabyte gewährt.
Nach der Ankündigung und einer geschlossenen Beta-Phase ab April 2004 war eine Anmeldung über einen Freischaltcode oder eine Einladung durch einen schon registrierten Nutzer von August 2005 an möglich. Er wird seit Februar 2007 weltweit ohne vorherige Einladung angeboten. Die öffentliche Testphase dauerte bis Juli 2009 an.

## E-Mail-Adresse
Gmail ignoriert Punkte im vorderen Teil der E-Mail-Adresse, Mails an das Konto benutzername@gmail.com kommen also auch dann an, wenn die Adresse benutzer.name@gmail.com oder benutz.ername@gmail.com lautet. Über Filter besteht die Möglichkeit, Mails mit einer solchen Adresse beispielsweise weiterzuleiten oder direkt in den Papierkorb verschieben zu lassen. Ähnliches gilt auch für Plus-Zeichen nach dem Benutzernamen. So kommen Mails an benutzername+erweiterung@gmail.com oder benutzername+test@gmail.com genauso an wie Mails an benutzername@gmail.com.
Benutzernamen müssen mindestens sechs Zeichen umfassen. Gmail ermöglicht es, unter verschiedenen Identitäten und Absenderadressen E-Mails zu versenden. Zudem können über POP3 E-Mail-Konten anderer Anbieter abgerufen werden.

### Markenprobleme

#### Deutschland

Altes Google-Mail-Logo

Ursprünglich hieß dieser Dienst in Deutschland Gmail, musste aber 2005 wegen eines Streits um die deutschen Markenrechte mit einem Hamburger Briefpostunternehmen umbenannt werden. Letzteres hatte den Markennamen G-mail vor Google angemeldet und gewerblich genutzt. Im Juli desselben Jahres führte Google ein, dass E-Mail-Adressen von neuen deutschen Benutzern statt der Domain @gmail.com die Endung @googlemail.com erhalten. Im April 2012 erreichte Google außergerichtlich die Übernahme der Marke Gmail und der Domain gmail.de auch in Deutschland. Seit dem 20. Juni 2012 erhalten alle neuen Benutzer eine E-Mail-Adresse mit @gmail.com. Bisherige Benutzer können seit 26. Juni 2012 ihre @googlemail.com-Adresse in eine @gmail.com-Adresse ändern.

#### Vereinigtes Königreich
Am 19. Oktober 2005 wurde auch die britische Version von Gmail in Google Mail umbenannt, weil „Gmail“ bereits von einem anderen Unternehmen als Markenname angemeldet worden war. Auch hier führte der Namenswechsel dazu, dass E-Mail-Adressen zwischenzeitlich auf @googlemail.com lauteten. Seit dem 3. Mai 2010 ist Gmail im Vereinigten Königreich wieder unter dem Namen Gmail verfügbar.

#### Polen
Im Februar 2007 verlor Google einen Streit gegen die Besitzer von gmail.pl, eine Dichtergruppe aus Polen (Grupa Młodych Artystów i Literatów, abgekürzt GMAiL).

#### China
Ein IT-Unternehmen aus China meldete den Namen gmail.cn vor Google an und bietet wie Google E-Mail-Adressen, deren Endung jedoch gmail.cn ist.

## Funktionen
Der Zugriff auf die E-Mails erfolgt mit einem E-Mail-Programm über TLS-POP3 und TLS-SMTP; seit Oktober 2007 ist der Abruf via IMAP möglich.

### Labels
Die Ablage empfangener E-Mails erfolgt nicht, wie bisher allgemein üblich, in verschiedenen Ordnern, sondern in einem zentralen Mailarchiv. Ferner werden Nachrichten in Themen, von Google „Konversationen“ genannt, zusammengefasst. An die Stelle von Ordnern treten bei Gmail sogenannte „Labels“, die frei definiert und per Mailfilter oder manuell den Nachrichten zugeteilt werden können. Durch diese Labels ist es möglich, Mails – im Gegensatz zur gewöhnlichen Ordnerstruktur – mehreren Kategorien zuzuordnen.

### Weboberfläche
Gmail nutzt den Webbrowser als technische Plattform für seine Benutzerschnittstelle. In Funktion und Ausstattung orientiert sie sich an eigenständigen E-Mail-Programmen. Dafür werden JavaScript in Form von Ajax und HTML5 genutzt.
Eine gerade bearbeitete Mail wird von Gmail automatisch zwischengespeichert, sodass bei Verbindungsabbrüchen oder Zeitüberschreitungen nur Teile des geschriebenen Textes verloren gehen können. Auch wird durch eine Sicherheitsabfrage überprüft, ob ein Seitenwechsel vom Benutzer beabsichtigt ist, sofern auf diese Weise ungespeicherter Text verloren gehen würde.
Auf Mobilgeräten wird eine spezielle Benutzeroberfläche angezeigt. Diese umfasst zahlreiche Funktionen der Gmail-Desktop-Oberfläche, aber angepasst auf kleinere Bildschirme.

### Speicher
Gmail startete mit 1 GB Speicherplatz. Letztlich erhöhten die meisten Gmail-Mitbewerber die Speicherkapazitäten ihrer Angebote nach Anlaufen der öffentlichen Beta-Phase von Gmail zum Teil drastisch. Darauf reagierte wiederum Gmail zum ersten Jahrestag des kostenlosen Dienstes durch eine Verdoppelung der Speicherkapazität auf 2 GB. Seither stieg die maximale Postfachgröße fortwährend in kleinen Schritten an, zeitweilig wurde die Erweiterung beschleunigt, seit 2013 wird die Postfachgröße nicht mehr vergrößert. Im Zuge des Starts des cloudbasierten Google Drive wurde im April 2012 der Speicherplatz auf 10 GB erhöht. Durch die Vereinigung von Gmail, Google Drive und dem damaligen Google+ Photos im Juni 2013 stehen dem Nutzer seither 15 GB zur Verfügung.
Benutzer können auch über ein monatliches Abonnement zusätzlichen Speicherplatz kaufen, der ebenfalls von Gmail, Google Drive und Google Fotos geteilt wird. Es gibt Bezahlpläne für bis zu 30 TB für den persönlichen Gebrauch.
Im Herbst 2016 betrug die maximale Größe mit der E-Mails angenommen oder versandt wurden, 25 MB. Bis zum Mai 2007 lag die Grenze bei 10 MB.

### Suche
Gmail umfasst eine Suchleiste für E-Mails. Sie ermöglicht auch die Suche nach Kontakten, in Google Drive gespeicherten Dateien und Ereignissen aus dem Google Kalender. Am 21. Mai 2012 verbesserte Gmail die Suchfunktionalität durch Autovervollständigung auf Basis der E-Mails des Benutzers. Wie die Internetsuche unterstützt auch die Suchfunktion von Gmail nicht die Suche nach Wortfragmenten („Substring-Suche“). Allerdings werden durchaus Wortbestandteile im Rahmen des sogenannten Stemming gefunden (z. B. findet die Suche nach „Monat“ auch E-Mails mit dem Wort „Monate“).

### Apps
Es existieren Gmail-Apps für Android und iOS. Die Android-Variante war die erste App in Google Play, die eine Milliarde Installationen erreichte. 2014 stellte Google als weitere E-Mail-App Inbox by Gmail vor. Im September 2016 kündigte Google an, dass Gmail CSS-Selektoren für die Bildschirmgröße unterstützt. So sollen E-Mails besser auf verschieden großen Geräten angezeigt werden. Am 2. April 2019 wurde der Betrieb von Google Inbox eingestellt.
Am 22. September 2009 erweiterte Google Gmail um eine Push-Funktion mittels Google Sync für iOS und Windows Mobile. Zudem bot Google die Möglichkeit, Gmail über das ActiveSync-Protokoll mit verschiedenen Mobilgeräten zu synchronisieren. Im Dezember 2012 wurde der Zugriff über das ActiveSync-Protokoll beschränkt, sodass keine neuen Geräte mehr zugelassen werden. Alternativ bietet Google die Möglichkeit, mobile Endgeräte durch Nutzung der offenen Protokolle IMAP, CardDAV und CalDAV zu synchronisieren.

## Integration anderer Google-Dienste

### Google Talk
Der Dienst Google Talk wurde in die Web-Oberfläche von Gmail integriert. Diese auf dem XMPP-Standard basierende Funktion bietet die Möglichkeit, Kontaktpersonen aus dem eigenen Adressbuch, die gerade auch ihre E-Mails abholen, direkt anzuschreiben, mit ihnen zu chatten oder eine Sprach- oder Videoverbindung aufzubauen. Die Chat-Protokolle werden dabei in einem eigenen Verzeichnis archiviert. Die Verbindungsaufnahme mit Benutzern externer Messaging-Dienste (ICQ, MSN, AIM, Yahoo Messenger) über sogenannte „XMPP-Transports“ ist möglich. Anfang Dezember 2007 wurde AIM in den Gmail-Chat integriert.

### Google Voice
Im August 2010 veröffentlichte Google ein Plug-in, das auf der Google-Talk-Benutzeroberfläche von Gmail einen integrierten Telefondienst zur Verfügung stellt. Der Dienst hatte zunächst keinen offiziellen Namen und wurde von Google lediglich als „Google Voice im Gmail-Chat“ bezeichnet. Benutzer konnten damit von ihrem Gmail-Konto aus kostenlose Telefonate innerhalb der USA und Kanada führen. Gegen Gebühr können auch andere Länder angerufen werden. Am 26. August 2010 registrierte der Dienst über eine Million Gespräche innerhalb von 24 Stunden. Im Herbst 2012 wurde die 2008 in Gmail eingeführte Videochatfunktion durch Google Hangouts ersetzt. Google Voice ist seit 2014 Bestandteil der mobilen Apps von Hangouts.

### Google Buzz
Am 9. Februar 2010 führte Google sein neues Social-Networking-Tool Google Buzz ein, das in Gmail integriert ist und den Benutzern ermöglicht, Links, Medien und Status-Updates zu teilen. Buzz wurde mit einem automatischen Opt-in gestartet, was zu einem Aufschrei in der Gmail-Community führte, der Google rasch dazu veranlasste, diesen Schritt zurückzunehmen. Im Herbst 2011 wurde Google Buzz geschlossen, weil Google sich auf das soziale Netzwerk Google+ konzentrieren wolle. Google+ ist seit dem 2. April 2019 ebenfalls geschlossen.

## Google Workspace
Am 10. Februar 2006 führte Google einen eigenen Gmail-Domain für Studenten am San José City College ein. Diese Möglichkeit wurde langsam auf mehr Unternehmen und Bildungseinrichtungen ausgeweitet. Google erweiterte den Dienst im Jahr 2006 um zusätzlich individualisierbare Versionen von Google Kalender, Google Sites und anderen Google-Diensten. Erst veröffentlicht unter dem Namen „Google Apps for Your Domain“ heißt der Dienst seit Ende 2016 „G Suite“. Durch verschiedene Editionen werden sowohl Unternehmen als auch kleinere Firmen angesprochen.
Am 6. Oktober 2020 wurde die G Suite von Google in Google Workspace umbenannt.

## Sicherheit
Gmail protokolliert die letzten zehn Zugriffe auf das Postfach mit IP-Adresse und Zeitstempel. Zudem zeigt es an, wo dasselbe Postfach noch gleichzeitig geöffnet ist (mit IP-Adresse und Browsertyp, erreichbar auf der Postfach-Seite ganz unten).

### Spamfilter
Der Spamfilter von Gmail verfügt über ein gemeinschaftsgesteuertes System: Sobald irgendein Benutzer eine E-Mail als Spam markiert, dient diese Information dem System als Hilfe zur Identifizierung künftiger ähnlicher Nachrichten an alle Gmail-Benutzer. Benutzer können das System so einstellen, dass es als Spam markierte Mails individuell verarbeitet. Google Inc. gibt an, dass jede Mail an oder von Gmail ausschließlich vom jeweiligen Kontoinhaber gelesen wird, und dass von Computern gelesene Inhalte nur der Steigerung der Relevanz von Werbung bzw. dem Blockieren von Spam-E-Mails dienen.
Seit 2015 benutzt Google künstliche neuronale Netze, um Spam zu erkennen.

### Anhänge
Als Sicherheitsmaßnahme gegen potenzielle Viren werden an ein Gmail-Konto gesendete E-Mails, die einen Anhang mit ausführbaren Dateien (welche Google über die Dateiendung erkennt) haben, nicht zugestellt.

### Schutz vor Missbrauch
Wenn ein Algorithmus etwas entdeckt, das Google als „Unregelmäßigkeiten, die auf einen möglichen Missbrauch Ihres Kontos hinweisen“ bezeichnet, kann das Konto automatisch gesperrt werden. Die Sperre dauert zwischen einer Minute und 24 Stunden, je nach Art der entdeckten Aktivität. Mögliche Gründe für eine Sperre sind:
- „Empfangen, Löschen oder Versenden großer Mengen von E-Mails über POP oder IMAP innerhalb eines kurzen Zeitraums. Wenn Sie die Fehlermeldung Sperrung in Sektor 4 erhalten, können Sie erst nach ca. 24 Stunden wieder auf Gmail zugreifen.“
- „Senden einer großen Anzahl nicht zustellbarer Nachrichten (Nachrichten, die an den Absender zurückgeschickt wurden).“
- „Verwendung von File-Sharing- oder File-Storage-Software oder Drittanbietersoftware mit automatischer Anmeldung in Ihrem Konto.“
- „Öffnen mehrerer Instanzen von Gmail.“
- „Probleme mit dem Browser. Wenn Ihr Browser beim Zugriff auf Ihren Posteingang ständig neu lädt, besteht vermutlich ein Browserproblem. In diesem Fall müssen Sie möglicherweise den Cache und die Cookies des Browsers löschen.“

### Kinderpornografie
Google bekämpft Kinderpornografie auf den Gmail-Servern in Zusammenarbeit mit dem National Center for Missing & Exploited Children (NCMEC), um weltweit Kinder zu finden, die missbraucht werden. Dazu erstellt Google zusammen mit dem NCMEC eine Datenbank kinderpornografischer Bilder. Jedes Bild erhält eine einzigartige Nummer, einen Hash. Danach scannt Google Gmail nach diesen einzigartigen Hashes. Werden verdächtige Bilder gefunden, meldet Google dies den Behörden.

## Finanzierung
Vor Mitte 2017 zeigte der für den Endnutzer kostenlose Dienst Gmail kontextbezogene Text-Werbung (Google Ads) an, die auf den Inhalt von E-Mails angepasst war und analog zur Suchmaschinenoberfläche von Google eingeblendet wurde. Dazu wurde nicht nur die geöffnete E-Mail analysiert, sondern es wurden auch die zuletzt empfangenen Mails mit einbezogen. Im Gegensatz zu vielen anderen Freemail-Anbietern verzichtet Google von Anfang an auf das automatische Hinzufügen eines Werbetextes am Ende jeder E-Mail oder Werbebanner auf den Internetseiten.
Nachdem der Dienst dafür kritisiert wurde, hat Google im Juni 2017 bekannt gegeben, die Werbung nicht mehr anhand der in E-Mails enthaltenen Texte zu personalisieren. Die Werbung wird seitdem anhand von anderen Kontoaktivitäten ausgewählt, die ein Nutzer ausführt, während er mit seinem Google-Konto angemeldet ist. Texte aus E-Mails von G-Suite-Kunden wurde auch zuvor nicht für personalisierte Werbung verwendet.

## Kritik
Verschiedene Datenschutzexperten warnten 2008 vor einer weiteren Aufweichung der Privatsphäre, da Gmail sämtliche E-Mails automatisiert durchsucht, um daraufhin kontextbezogene Werbung einblenden zu können. Anfang 2016 mahnte die Verbraucherzentrale Bundesverband Google wegen zwei unzulässigen Klauseln in der Datenschutzerklärung ab. Das Kammergericht in Berlin wies eine Berufung Googles im März 2020 wegen 25 illegaler Klauseln vollem Umfang ab. In erster Instanz hatte bereits das Landgericht Berlin so entschieden. Das Urteil vom 21. März (Aktenzeichen 23 U 268/13) ist noch nicht rechtskräftig.
Eine darüber hinausgehende Nutzung der gewonnenen Daten zu Vermarktungszwecken wird von Google nicht ausgeschlossen. Zu einem ersten größeren Schlagabtausch kam es während der Konferenz Computers, Freedom & Privacy in Berkeley. Chris Hoofnagle vom Electronic Privacy Information Center warnte davor, dass „Gmail den kleinsten gemeinsamen Nenner beim Datenschutz aller Webmailer absenken“ werde.
Obwohl der Betreiber Google darauf hinweist, dass jeder Nutzer beim Erstellen seines Zugangs diesen Nutzungsbedingungen zustimmen muss, wird der Punkt von Datenschützern als problematisch erachtet: Weil Versender von E-Mails, die selbst nicht Gmail-Nutzer sind, keine Zustimmung zum Öffnen und Verarbeiten der Mails gegeben haben, reiche das Akzeptieren der Nutzungsbedingungen durch die eigenen Nutzer nicht aus.
Weiterhin gab es zum Start von Gmail Kritik wegen der Lizenzbestimmungen, da diese nicht nur erlauben, die E-Mails zu indizieren, sondern auch keine Garantie gegeben wurde, dass vom Benutzer gelöschte E-Mails wirklich gelöscht werden. Es stellte sich heraus, dass Google damit die regelmäßigen Sicherungskopien meinte.
Außerdem finden sich in den Datenschutzbestimmungen viele Formulierungen, die Gmail weitreichenden Handlungsspielraum geben, die Privatsphäre der Nutzer zu beschneiden. Beispielsweise kann Gmail personenbezogene Daten (also auch Inhalte von E-Mails) weitergeben, wenn es „nach Treu und Glauben davon ausgehen“ könne, beispielsweise „die Rechte, das Eigentum oder die Sicherheit … der Öffentlichkeit zu schützen.“